# 玉泉灌渠
玉泉灌渠，是位于中国山东省泰安市东平县接山镇常庄村的一个水利工事，2016年入选泰安市第四批文物保护单位。
玉泉灌渠是中华人民共和国建立初期修建的水利设施，至今仍在使用。